# Central (Fiji)
Central (Fijisch-Hindoestani: Kendriye vibhaag) is een van de vier divisies van Fiji. Het is 4.093 km² groot en heeft 340.843 inwoners (2007). De hoofdstad is Suva, dat tevens landshoofdstad is.
Central ligt voor het grootste gedeelte op Viti Levu en is onderverdeeld in vijf provincies: Naitasiri, Namosi, Rewa, Serua en Tailevu.
Divisies: Central · Eastern · Northern · Western

Provincies: Ba · Bua · Cakaudrove · Kadavu · Lau · Lomaiviti · Macuata · Nadroga-Navosa · Namosi · Naitasiri · Ra · Rewa · Serua · Tailevu

Dependency: Rotuma